# Pierre Couperie
Pierre Couperie, né le 15 décembre 1930 à Montauban et mort le 5 janvier 2010 à Paris, est un historien français, historien et théoricien de la bande dessinée.

## Biographie
Cet historien fut chef des travaux au Centre de recherches historiques de l’École des hautes études en sciences sociales (EHESS) de Paris, on lui doit des travaux sur l’histoire économique et sociale de Paris et un atlas historique de cette ville.
Il fut vice-président du Club de bandes dessinées, membre du Centre d'études des littératures d'expression graphique (CELEG), puis vice-président de la Société civile d'étude et de recherche des littératures dessinées (SOCERLID) qui fut en 1967 le promoteur de la grande exposition Bande dessinée et Figuration narrative au Musée des arts décoratifs de Paris , considérée comme le point de départ de la reconnaissance de la bande dessinée en France
À sa mort en 2009, les documents, livres et publications qu'il avait accumulé sur les thématiques qui l’intéressaient sont donnés à différentes institutions, comme le musée de l’Armée, la Bibliothèque nationale de France, le Centre de Recherche Historique de l’EHESS, et la Cité internationale de la bande dessinée et de l'image.

## Œuvres

### Essais, dictionnaires, introductions
- Pierre Couperie et al., Bande dessinée et figuration narrative, Paris, Musée des Arts Décoratifs, 1967, 256 p.
- Pierre Couperie, Paris au fil du temps : Atlas historique d'urbanisme et d'architecture, Paris, Cuenot Joël, 1968
- Pierre Couperie, Henri Filippini et Claude Moliterni, Encyclopédie de la bande dessinée : A - Cap, vol. 1, Paris, Serg, 1974, 174 p.
- Pierre Couperie, Henri Filippini et Claude Moliterni, Encyclopédie de la bande dessinée : Cap - Dea, vol. 2, Paris, Serg, 1975, 174 p.
- Pierre Couperie, Le noir et blanc dans la bande dessinée : Exposition réalisée par la SOCERLID pour le Festival international de la bande dessinée d'Angoulême, Paris, Serg, 1974, 32 p.

## Prix
- 1976 :  Festival d'Angoulême 1976, prix promotion de la BD avec Henri Filippini et Claude Moliterni, pour L'Encyclopédie de la B.D., édition Serg